# Eversgletsjer
De Eversgletsjer is een gletsjer in Nationaal park Noordoost-Groenland in het oosten van Groenland.
De gletsjer heeft een lengte van meer dan 20 kilometer en is west-oost georiënteerd. In het oosten komt deze uiteindelijk uit op de Gerard de Geergletsjer.
Ongeveer tien kilometer zuidelijker ligt de Hamberggletsjer en in het noordoosten de Gerard de Geergletsjer. Ongeveer 30 kilometer naar het zuidwesten ligt het Louise Boydland.